# Manuel Gallego Jorreto
Manuel Gallego Jorreto, (Carballiño, Orense, 1936) es un arquitecto español.

## Trayectoria
Obtuvo el título de arquitecto por la Escuela Técnica Superior de Arquitectura de Madrid en 1963, donde posteriormente también obtendría el doctorado (1968). Comenzó su vida profesional en el estudio de Alejandro de la Sota Martínez, después de completar su formación en Noruega, donde trabajó con Erling Viksjø.
Fue miembro fundador del Museo do Pobo Galego en 1976, así como miembro del Seminario de Estudios Gallegos (1980) y de la Fundación Luis Seoane (1996).

## Obras
- 1969-70. Vivienda unifamiliar en Corrubedo (La Coruña).
- 1977-79. Vivienda unifamiliar en Oleiros (La Coruña).
- 1979-80. Mercado de Santa Lucía en La Coruña.
- 1979-82. Vivienda y estudio para un pintor en la Isla de Arosa (Pontevedra).
- 1981-93. Casa de la Cultura de Valdoviño.
- 1982-85. Museo de Arte Sacro de la Colegiata de Santa María del Campo en La Coruña.
- 1984-89. Viviendas unifamiliares en Paderne (La Coruña).
- 1987-90. Rehabilitación de la Casona dos Lemos de Chantada (Lugo) para Casa de la Cultura.[1][2]
- 1988-95. Museo de Bellas Artes de La Coruña.[3][4]
- 1990.    Rehabilitación de la antigua cárcel municipal para biblioteca en Carballo[5] (La Coruña).
- 1991. Acondicionamento de la Casa do Boteiro para espacio de recepción y biblioteca del Museo Arqueológico e histórico de La Coruña[6] situado en el Castillo de San Antón.
- 1992-97. Edificios para Institutos de Investigación en el Campus Sur, para la Universidad de Santiago de Compostela.
- 1994-95. Rehabilitación del Teatro Rosalía de Castro de La Coruña.
- 1994-96. Centro de Salud de Vivero (Lugo).
- 1994-96. Casa Consistorial de Isla de Arosa (Pontevedra).
- 2002. Complejo presidencial de la Junta de Galicia en Monte Pío (Santiago de Compostela). Residencia oficial del presidente de la Junta de Galicia.
- 2007-2008. Museo de la Conserva en Isla de Arosa (Pontevedra).
- 2007-2008. Auditorio Multiusos en Isla de Arosa (Pontevedra).
- 2008. Edificio Central de las Delegaciones Provinciales de la Junta de Galicia en Pontevedra capital.

## Premios
- 1983. Premio Galicia de Arquitectura. Orense.
- 1991. Premio en el I Premio de Arquitectura Julio Galán Carvajal en la categoría Rehabilitación por la obra Museo de Arte Sacro de la Colegiata de Santa María del Campo.[7]
- 1995. Premio Dragados y Construcciones de Arquitectura Española por el Museo de Bellas Artes de La Coruña.
- 1996. Medalla Castelao.[8] Junta de Galicia.
- 1997. Premio Nacional de Arquitectura por la obra Museo de Bellas Artes de La Coruña.
- 2008. Premio Nacional de Arquitectura y espacios públicos.
- 2010. Premio Celanova Casa dos Poetas.[9]
- 2010. Medalla de Oro de la Arquitectura[10] que concede el Consejo Superior de los Colegios de Arquitectos de España.
- 2016. Medalla de Galicia (Oro).[11]